# Stazione meteorologica di Popoli
La stazione meteorologica di Popoli è la stazione meteorologica di riferimento per la località di Popoli Terme.

## Coordinate geografiche
La stazione meteorologica si trova nell'area climatica dell'Italia centrale, in cui è compreso l'intero territorio regionale dell'Abruzzo, in provincia di Pescara, nel comune di Popoli Terme, a 260 metri s.l.m. e alle coordinate geografiche 42°10′N 13°50′E.

## Dati climatologici
In base alla media trentennale di riferimento 1961-1990, la temperatura media del mese più freddo, gennaio, si attesta a +4,5 °C; quella del mese più caldo, luglio, è di +23,2 °C.
| POPOLI             | Mesi | Mesi | Mesi | Mesi | Mesi | Mesi | Mesi | Mesi | Mesi | Mesi | Mesi | Mesi | Stagioni | Stagioni | Stagioni | Stagioni | Anno |
| POPOLI             | Gen  | Feb  | Mar  | Apr  | Mag  | Giu  | Lug  | Ago  | Set  | Ott  | Nov  | Dic  | Inv      | Pri      | Est      | Aut      | Anno |
| ------------------ | ---- | ---- | ---- | ---- | ---- | ---- | ---- | ---- | ---- | ---- | ---- | ---- | -------- | -------- | -------- | -------- | ---- |
| T. max. media (°C) | 8,8  | 10,9 | 14,7 | 18,7 | 23,3 | 28,0 | 31,2 | 31,2 | 26,6 | 20,1 | 14,5 | 10,6 | 10,1     | 18,9     | 30,1     | 20,4     | 19,9 |
| T. min. media (°C) | 0,3  | 0,6  | 3,9  | 6,9  | 10,0 | 13,5 | 15,1 | 14,7 | 12,5 | 8,8  | 5,5  | 2,1  | 1,0      | 6,9      | 14,4     | 8,9      | 7,8  |